# Agostino Abbagnale
Agostino Abbagnale (* 25. August 1966 in Pompei) ist ein ehemaliger italienischer Ruderer und dreifacher olympischer Goldmedaillengewinner sowie mehrfacher Weltmeister.

## Leben
Seine erste Goldmedaille gewann er bei den Olympischen Spielen 1988 in Seoul im Doppelvierer. Kurz danach bekam er Thrombose, was zu einer fünfjährigen Zwangspause führte. Dadurch verpasste er die Olympischen Spiele 1992.
An den Olympischen Spielen 1996 konnte er wieder teilnehmen und gewann zusammen mit Davide Tizzano, mit dem er schon 1988 zusammen erfolgreich war, im Doppelzweier seine zweite Goldmedaille.
Im Jahre 2000 konnte er seinen Erfolg wiederholen und gewann im Doppelvierer seine dritte Goldmedaille.
2003 zwang ihn ein erneutes Auftreten einer Thrombose zum Karriereende.
Agostino Abbagnale ist der jüngere Bruder der zweifachen Olympiasieger und siebenfachen Weltmeister Giuseppe Abbagnale und Carmine Abbagnale, die im Zweier mit Steuermann in den 1980er und Anfang der 1990er Jahre diese Bootsklasse dominierten.
Die FISA, der Weltruderverband, zeichnete ihn 2006 mit der Thomas-Keller-Medaille aus.

## Erfolge
- Olympische Medaillen: 3 Gold
- Weltmeisterschaften: 2 Gold, 2 Silber
- Thomas-Keller-Medaille, verliehen 2006 für seine außergewöhnliche Karriere im internationalen Rudern

### Olympische Spiele
- 2000 – Gold, Doppelvierer
- 1996 – Gold, Doppelzweier
- 1988 – Gold, Doppelvierer

### Weltmeisterschaften
- 2002 – Silber, Zweier
- 1999 – Silber, Vierer
- 1998 – Gold, Vierer
- 1997 – Gold, Vierer
- 1995 – 13., Zweier
- 1987 – elfter, Vierer
- 1985 – Silber, Achter